# Kalevet
Kalevet (Hebreeuws: כלבת) is een Israëlische thriller-horrorfilm uit 2010 onder regie van Aharon Keshales en Navot Papushado, die ook het verhaal schreven. Hiervoor wonnen ze onder meer de juryprijs van filmfestival Fantasporto 2011. Kalevet draagt internationaal de alternatieve titel Rabies ('hondsdolheid'). De film bevat desondanks geen enkel element van die strekking.
Kalevet zou de eerste Israëlische horrorfilm ooit zijn.

## Verhaal
Broer en zus Ofer en Tali zijn samen van huis weggelopen, alleen raakt Tali in het bos opgesloten in een kleine ruimte. Die is doelbewust als onorthodoxe valstrik gebouwd. Ofer krijgt zijn zus er niet uit. Daarom gaat hij op zoek naar hulp. De psychopaat die de val gezet heeft, is intussen op weg om die te controleren.
Boswachter Menashe hoort van de vermiste jongeren en gaat in het bos naar ze op zoek. Zijn vriendin Rona wenst hem succes, maar gaat zelf naar huis. Zich onbewust van wat zich elders in het bos afspeelt, rijden Mikey, Pini, Adi en Shir op datzelfde moment een nabij gelegen bospad in. Doordat Ofer ineens tussen de bomen door de weg oprent, rijden ze hem per ongeluk aan. Het ongeluk verwondt Ofer aanzienlijk, maar hij kan opstaan. Hij vertelt het viertal dat hij hulp nodig heeft om zijn zus te bevrijden. Mikey en Pini gaan daarom met hem mee. Adi en Shir blijven samen bij de auto en bellen de politie om het voorval te melden.
Agenten Danny en Yuval reageren op de oproep. Bij aankomst toont de laatstgenoemde alleen meer interesse in het uiterlijk van de vrouwen, dan in de kwestie waarvoor ze belden.
Doden, in chronologische volgorde:
- Yuval gaat zo ver in het seksueel intimideren van Shir, dat Adi zijn geweer afneemt, Yuval twee vingers afschiet en samen met haar vriendin op de vlucht slaat. Wanneer Yuval ze bijhaalt, ontstaat er een worsteling. Daarbij valt hij op de grond. Een uitsteeksel doorboort zijn hart.
- Samen op weg door het bos geeft Mikey schoorvoetend toe aan Pini dat hij een relatie heeft met Shir. Pini wordt kwaad. Hij is verliefd op Shir en zijn vriend weet dat. Pini valt Mikey aan, maar die verweert zich door zijn vriend een serie klappen in zijn gezicht te geven en hem voor bewusteloos achter te laten. Pini staat niettemin op en slaat Mikey van achteren de hersenen in met een steen.
- Menashe ziet de psychopaat lopen met de bewusteloze Tali over zijn schouder. Hij schiet ze allebei een verdovingspijl in het lichaam en neemt Tali daarna mee, om haar in veiligheid te brengen. Ofer ziet Menashe even later zijn zus een hutje binnendragen. Hierdoor denkt hij dat Menashe degene is die Tali ontvoert en slaat hij die bij buitenkomst de hersens in met een moker.
- Adi en Shir lopen verder door het bos. Adi geeft het geweer af aan haar vriendin en loopt een eindje terug. Hierbij stapt ze op een oude achtergelaten mijn, die explodeert en Adi verpulvert.
- Shir stapt in shock de weg op, waar Danny komt aanrijden in de politiewagen. Hij maant haar te stoppen zodat ze kunnen praten, maar Shir begint op hem te vuren. Daarop trapt Danny het gas in en rijdt hij haar omver. Shir overlijdt ter plekke.
- Danny probeert de hele dag zijn vrouw te bellen, die net met hem gebroken heeft. Hij krijgt haar niet te pakken en laat een serie kwade boodschappen achter op haar antwoordapparaat. Zij hoort die niet omdat ze niet thuis is en belt hem later op de middag zelf op, om hem te vertellen dat ze nog van hem houdt en ze hun huwelijk een nieuwe kans wil geven. Danny haast zich naar huis om de boodschappen op het antwoordapparaat te wissen voor zijn vrouw thuiskomt. Onderweg komt hij alleen Shir tegen, die op hem schiet en hem ernstig verwondt. Danny komt op tijd thuis om zijn vrouw nog een laatste keer te spreken, maar bezwijkt vervolgens aan zijn wonden.
- Na de moord op Menashe sluit Ofer zijn zus in de armen. Die vertelt hem dat Menashe helemaal niet degene is die haar kwaad aan wilde doen. Ofer graaft een kuil in de grond bij het hutje. Terwijl hij die met Menashe erin dichtgooit, gaat diens mobiele telefoon en springt de voicemail daarop aan. Rona vertelt daarop blij aan Menashe dat ze zwanger van hem is. Na het begraven van Menashe kruipen Ofer en Tali tegen elkaar aan. Ze praten tot Ofer stopt met reageren. Ook hij is bezweken aan zijn verwondingen.

Pini komt terug bij de wagen waarin hij met zijn vrienden aankwam. Die blijkt niet te starten. Er stopt een andere auto met een vader, moeder, zoon en dochter. Ze negeren dat Pini bijna volledig bedekt is met bloed en vragen hem de weg. Hij kan ze niet helpen, maar vraagt of hij een lift kan krijgen. De bestuurder laat hem achterin instappen naast zijn kinderen. Zijn auto start vervolgens ook niet.

### Epiloog
De psychopaat staat met zijn duim omhoog langs de weg aan de rand van het bos. Hij probeert een lift te krijgen, maar niemand stopt. Hij verzucht dat het een land vol rotzakken is.

## Rolverdeling
- Liat Harlev - Tali
- Henry David - Ofer
- Menashe Noy - Menashe
- Efrat Boimold - Rona
- Ofer Shechter - Pini
- Ran Danker - Mikey
- Ania Bukstein - Adi
- Yael Grobglas - Shir
- Lior Ashkenazi - Danny
- Danny Geva - Yuval
- Yaron Motola - Psychopaat